# 밥 러브

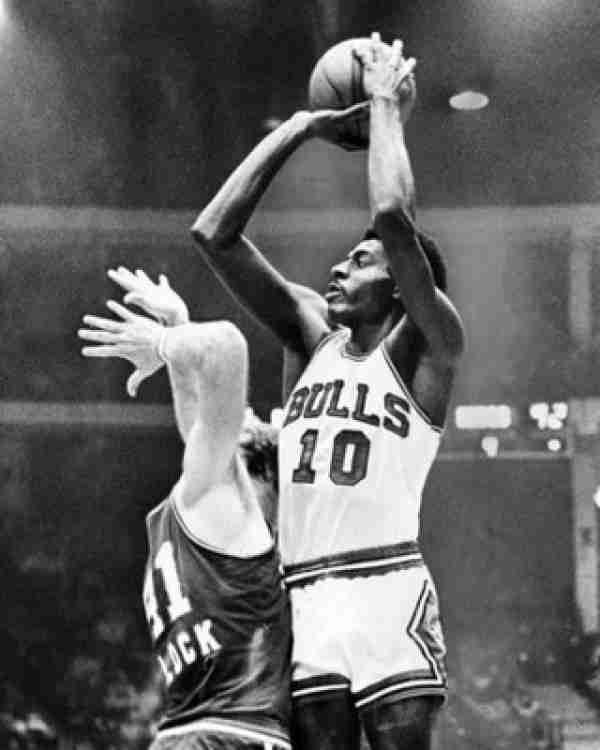

밥 러브(Bob Love, 본명: 로버트 얼 러브, 본명 영어: Robert Earl Love, 1942년 12월 8일~2024년 11월 18일)는 전미 농구 협회(NBA)의 시카고 불스(Chicago Bulls)에서 경력의 전성기를 보낸 미국 프로 농구 선수였다. 왼손이나 오른손으로 슛을 할 수 있는 다재다능한 포워드인 러브는 나중에 불스의 지역 사회 담당 이사이자 친선 대사로 일했다. 그의 "버터빈"이라는 별명은 그가 콩과 식물을 좋아했던 어린 시절로 거슬러 올라간다.

## 주요 경력
- 3회 NBA 올스타(1971~1973)
- 2× All-NBA 세컨드 팀(1971, 1972)
- 3× NBA 올-디펜시브 세컨드 팀(1972~1974)
- 시카고 불스의 등번호 10번
- EPBL 올해의 신인상(1966)
- 2× NAIA 올아메리칸(1963, 1965)
- 3× 1군 All-SWAC (1963~1965)
- 41번은 서던 재규어스(Southern Jaguars)에서 은퇴